# Sukarami (Semidang Aji)
Sukarami is een bestuurslaag in het regentschap Ogan Komering Ulu van de provincie Zuid-Sumatra, Indonesië. Sukarami telt 226 inwoners (volkstelling 2010).